# Fernando Cardenal

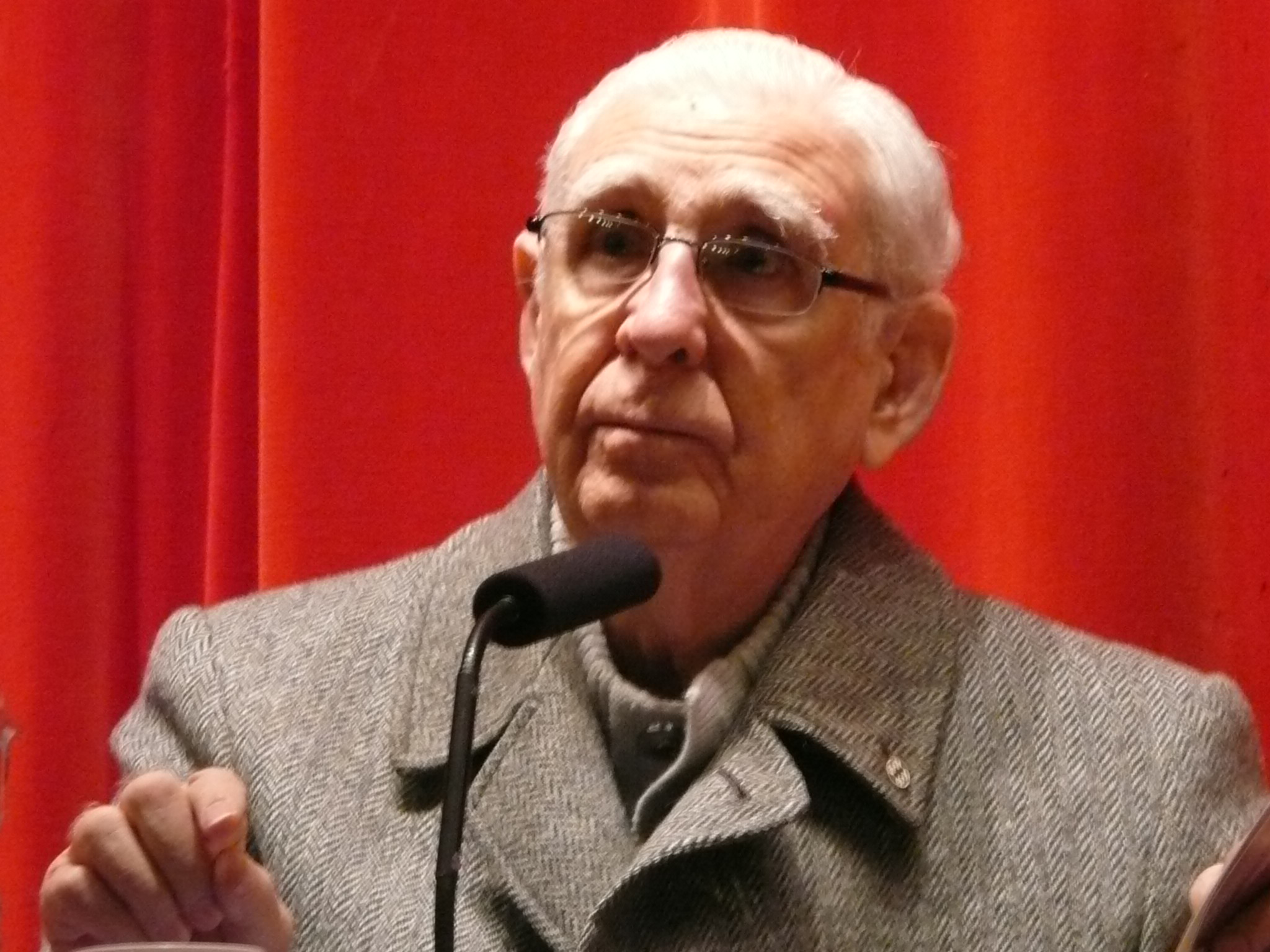
Fernando Cardenal (2009)

Fernando Cardenal Martínez (* 26. Januar 1934 in Granada, Nicaragua; † 20. Februar 2016 in Managua) war ein nicaraguanischer Jesuit und Befreiungstheologe.

## Leben
Fernando Cardenal war ein Bruder von Ernesto Cardenal und ein Cousin Pedro Chamorros. Am Ende von Exerzitien, die er als 17-Jähriger machte, entschloss er sich, den Jesuiten beizutreten. Dies geschah im Jahr darauf, 1952. Es folgten die Stufen der langen jesuitischen Ausbildung in Nicaragua, Guatemala, Mexiko und Kolumbien, mit kürzeren Einsätzen in El Salvador, Ecuador und Peru: Noviziat, drei Studiengänge (Sozialwissenschaften, Philosophie und Theologie), Lehrtätigkeit an einer Ordensschule und seelsorgliche Arbeit. 1965 wurde er zum Priester geweiht.
Cardenal war in einer wohlhabenden Familie aufgewachsen. So wurde sein neunmonatiges Tertiat am Ende seiner Ausbildung 1969/1970 im Armenviertel Pablo VI von Medellín zu einer Begegnung mit einer „anderen Welt“ und eine einschneidende Erfahrung. Er schwor der dortigen Gemeinde und sich selbst, sein Leben den Armen zu widmen. Den Einsatz für die Armen setzte er nach der Rückkehr in seine Heimat fort. Ab August 1970 arbeitete er wieder in Managua, ab 1971 am Colegio Central América, dem Gymnasium der Jesuiten in Managua, und in der Pfarrei Santo Domingo in Managua. Kurzzeitig war er Vizerektor der Universidad Centroamericana (UCA), wo er die Repressionen und die Brutalität der Nationalgarde gegen „aufmüpfige Studenten“ erlebte. Er unterstützte die Studenten bei Demonstrationen gegen die Somoza-Diktatur, bei Hungerstreiks und Mahnwachen in Kirchen. Das missfiel seinem Ordensoberen, der ihn von seinem Amt als Vizerektor abberief. 1973 legte Fernando Cardenal – nach den 30-tägigen Ignatianischen Exerzitien – die letzten Ordensgelübde ab.
Unter dem Eindruck seiner Erfahrungen an der UCA kam Cardenal zu der Überzeugung, dass es seine Pflicht als Christ sei, der Somoza-Diktatur und der Ausbeutung der Armen durch die herrschenden Eliten Widerstand zu leisten. Mit dem Franziskaner Uriel Molina und Studenten der UCA gründete er 1973 den Movimento Cristiano Revolucionario (MRC), die Christlich-Revolutionäre Bewegung. Der MCR arbeitete mit den Sandinisten zusammen, blieb jedoch unabhängig.
Nachdem die Sandinisten 1979 im Bürgerkrieg gesiegt hatten, beauftragten sie Fernando Cardenal mit der Leitung des Kreuzzuges zur Überwindung des Analphabetismus (Cruzada Nacional de Alfabetización). Von 1984 bis 1990 war Fernando Cardenal Bildungsminister.
Wegen des Verstoßes gegen das Kirchenrecht durch die Übernahme eines politischen Amtes wurde Fernando Cardenal im Februar 1984 von seinen geistlichen Ämtern („a divinis“) suspendiert. Am 10. Dezember desselben Jahres wurde er aus dem Jesuitenorden ausgeschlossen. Auf diese Entscheidung antwortete Cardenal sogleich mit einer in viele Sprachen übersetzten kleinen Schrift: Carta a mis amigos (Brief an meine Freunde). Darin legte er dar, dass – nach seinem Verständnis des Evangeliums – die Nachfolge Jesu einerseits und der Dienst in einer Revolution mit den und für die Armen andererseits einander nicht ausschließen.
Fernando Cardenal war darüber verstört und empört, dass sich die sandinistische Bewegung in eine Kleptokratie verwandelte. Dagegen protestierte er (vergebens) bei Daniel Ortega. Seit Mitte der 1990er Jahre prangerte Fernando Cardenal, wie auch sein Bruder Ernesto, das despotische Gebaren Ortegas und – so empfanden es die Cardenal-Brüder – dessen Verrat an der sandinistischen Revolution an.
1997 wurde Fernando Cardenal wieder in den Jesuitenorden aufgenommen, seine Suspendierung als Priester aufgehoben – zwei Schritte, die ihm sehr viel bedeuteten. In seinen letzten Lebensjahrzehnten leitete er den Landesverband Nicaragua des lateinamerikaweiten Netzwerkes katholischer Schulen „Fe y Alegría“.

## Ehrungen
Am 29. August 1980 verlieh die UNESCO der Cruzada Nacional de Alfabetización den Nadezhda K. Krupskaya literacy prize für dieses Jahr.

## Schriften
- Carta a mis amigos. Managua, Dezember 1984 und weitere Ausgaben.
- Die Faust erhoben – Das Buch geöffnet. Der Kreuzzug der Alphabetisierung. In: Otker Bujard, Ulrich Wirper (Hrsg.): Die Revolution ist ein Buch und ein freier Mensch. Die politischen Plakate des befreiten Nicaragua 1979–1990 und der internationalen Solidaritätsbewegung. PapyRossa, Köln 2007, ISBN 978-3-89438-373-2, S. 109 ff.
- Sacerdote en la revolución. Memorias. Anamá Ediciones, Managua 2008, zwei Bände, ISBN 978-99924-7510-2 (Bd. 1) und ISBN 978-99924-7511-9 (Bd. 2).